# Gertrudenhof (Marxzell)
Koordinaten: 48° 52′ N, 8° 27′ O

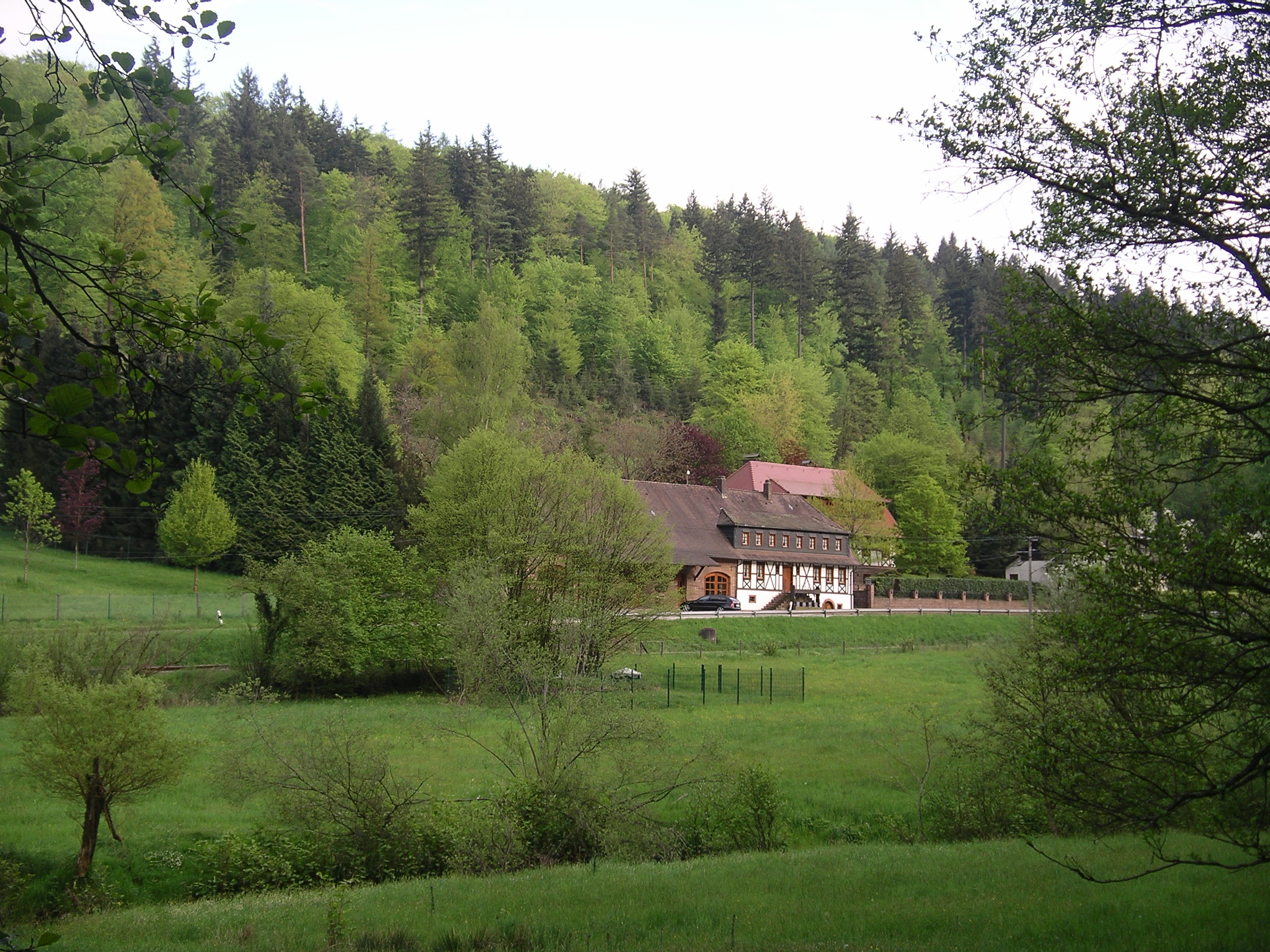
Gertrudenhof

Der Gertrudenhof ist ein Wohnplatz der Gemeinde Marxzell im Albtal im Nordschwarzwald.

## Lage
Der Hof liegt auf einer Wiesenfläche am östlichen Hang des Albtals, etwas südlich der Einmündung des Baches Mastbrunn Siegen in die Alb. Er gehört zur Gemarkung Pfaffenrot. Direkt am Hof führt die Landesstraße 564 vorbei.

## Geschichte
Der Name des Hofs geht auf Maria Gertrud von Ichtratzheim zurück, einer Äbtissin des Klosters Frauenalb. Diese plante 1716 die Glashütte beim heutigen Fischweier zu verlegen, weil dort der zur Verfügung stehende Wald weitgehend abgeholzt war. Der Plan wurde um 1717 in die Tat umgesetzt und eine neue Glashütte im Bereich des heutigen Gertrudenhofs errichtet. Der Glashütte standen die Wälder östlich der Alb bis zum Katzenbachtal zur Brennstoffgewinnung zur Verfügung. Durch den Betrieb der Glashütte wurden bald Rodungsflächen frei, die 1723 zur Verpachtung von „öden Gütern im Katzenbach“ führten. 1726 ließ die Äbtissin den Gertrudenhof errichten und verpachtete eine Wiese beim Hof zum Bau und Betrieb einer Hammerschmiede mit Eisenwerk. Der Ort wird in den Urkunden auch als Frauenalber Hof, Glaßhütte oder Hammerschmiede bezeichnet. 1745 wird der Ortsname mit Gertrudenthal angegeben. Zu diesem Zeitpunkt bestand die Hammerschmiede noch. Die Glashütte wurde hingegen bereits um 1743 aufgegeben, da auf Grund der wieder aufkommenden Flößerei und dem Holzhandel der Holzpreis stieg und den Betrieb der Glashütte unrentabel werden ließ.
1755 erhielt der Besitzer des Hofes das Schankrecht und eröffnete die Gastwirtschaft Zum Grünen Baum. Diese war bis 1962 in Betrieb, zuletzt unter dem Namen Gasthaus Gertrudenhof.
Heute ist im Gertudenhof ein Geschäft für Möbel und Wohnaccessoires ansässig.